# Simpang Duhu Dolok
Simpang Duhu Dolok is een bestuurslaag in het regentschap Mandailing Natal van de provincie Noord-Sumatra, Indonesië. Simpang Duhu Dolok telt 93 inwoners (volkstelling 2010).